# Ratpenat del sud-est dels Estats Units
El ratpenat del sud-est dels Estats Units (Myotis austroriparius) és una espècie de ratpenat de la família dels vespertiliònids. És endèmic dels Estats Units. Els seus hàbitats naturals són els boscos de plana riberencs i les zones humides amb vegetació i una gran massa d'aigua a prop. Es creu que no hi ha cap amenaça significativa per a la supervivència d'aquesta espècie, tot i que ha estat afectada per l'ús de pesticides i la pertorbació humana dels seus hàbitats.